# Areva
El grup Areva és un conglomerat multinacional francès capdavanter mundial en el sector de l'energia nuclear, creat el 2001 a partir de la fusió, acordada el 30 de novembre del 2000, de les empreses CEA-Industrie, Cogema, Framatome ANP i FCI. El nom Areva el va triar la seva fundadora, Anne Lauvergeon, que s'havia inspirat el Reial Monestir Trapista de Santa María, a Arévalo, Espanya.

## Estructura empresarial
Per mitjà de la seva filial Technicatome, l'empresa també està present al mercat dels proveïdors de centrals nuclears, així com en els sectors de tècniques de control, mesurament, regulació i seguretat. A més, té interessos en la construcció de vehicles marítims propulsats amb energia nuclear. Amb l'adquisició de part del negoci d'energia nuclear de l'empresa alemanya Siemens, Areva es va convertir en el major proveïdor integral de solucions i serveis d'energies nuclears. El govern francès n'ha planejat en dues ocasions la privatització, però en ambdues ocasions va decidir finalment no fer-ho.
Al grup Areva pertany també la divisió T&D (Transmission and Distribution), de manera que així es tanca el cercle entre producció d'energia i consumidor.

## Història
Com a conseqüència de la concentració d'atenció en el negoci nuclear es va fer pública la venda de la filial FCI el 3 de novembre de 2005 a l'inversor financer Bain Capital.
A causa de les metes mundials per a la reducció d'emissions de CO₂ en la producció energètica, Areva va adquirir el 2005 una participació important del fabricant d'energia eòlica REpower Systems. Areva posseeix el 30.14 % de REpower Systems i va fer públic el 22 de gener de 2007 que havia fet una oferta per aconseguir almenys el 50 % d'accions de l'empresa. L'oferta original de Areva, de 105 euros per acció, va ser superada pel grup hindú Suzlon amb 126 euros. Areva va augmentar llavors la seva oferta a 140 euros —i al seu torn Suzlon a 150 euros. La lluita pel control de l'empresa va concloure el 24 de maig de 2007 quan Areva va fer públic que ja no faria cap més oferta als accionistes. En el seu lloc, va confirmar que seguiria recolzant REpower i que hi mantindria la seva participació.

## Crítiques
Extracció d'urani a Níger
A Níger, Areva ha extret des de 1968 més de 100 000 tones d'urani. S'ha criticat l'empresa per posar en perill la vida dels seus empleats en Arlit durant el procés d'enriquiment, així com contaminar el medi ambient. El tuareg Almoustapha Alhacen va fundar en 2001 l'organització Aghirin Man, després de notar la quantitat de treballadors de les mines d'urani que van morir d'estranyes malalties. A l'hospital, propietat de Areva, els diagnòstics van ser de malalties com a SIDA o malària; no obstant això, mai es va diagnosticar cap mena de càncer, excepte a pacients que no treballaven a la mina. En 2009, Serge Venel, ciutadà francès que havia treballat a Níger durant set anys, va morir segons el diagnòstic d'un metge francès de càncer de pulmó.
En un qüestionari van declarar la majoria de treballadors que en el treball portaven camisa i pantalons curts, i que no utilitzaven guants de seguretat ni portaven dosímetre.
Al novembre de 2009, treballadors de Greenpeace van prendre proves prop de les mines d'urani: una prova de sorra propera a la mina en Akokan contenia 100 vegades més substàncies radioactives que la sorra normal, mentre que als carrers de Akokan la radiació era 500 superior a la normal i, de les 5 proves d'aigua, 4 d'elles sobrepassaven els valors màxims d'urani establerts per l'Organització Mundial de la Salut. La resposta de Areva a aquestes informacions va ser que la dosi de radiació anual per als habitants és menor que la d'una radiografia de pit.
A causa del silenci sobre estat de salut dels treballadors de la mina i a la desinformació de la població sobre els riscos, Areva va rebre el desafortunat guardó Public Eye Award en les categories People (enquesta en Internet) i Global.
L'extracció d'urani és font de problemes polítics a Níger: en el nord viuen els tuareg i en el sud els Haussa. Els diners que Areva paga a l'estat, roman a la ciutat situada al sud del país, encara que és extret de les zones del nord on, al seu torn, existeix el risc de contraban d'urani per part dels rebels. L'antic president Mamadou Tandja va amenaçar amb vendre urani a Iran.
Transports d'urani a Sibèria
En 2009 va sortir a la llum que, a meitat dels anys 1990, Areva va transportar anualment 108 tones d'urani enriquit de França a Sibèria. Un total del 13 % de les escombraries radioactives franceses es va dipositar a la ciutat siberiana de Seversk, d'entrada restringida al públic. Allí es van dipositar els contenidors a l'aire lliure, contradient l'afirmació de Areva que s'@tratar energia renovable. Segons declaracions de Areva l'empresa va realitzar aquests transports per encàrrec de l'empresa EDF.
Reactor europeu presurizado
La construcció d'un reactor europeu presurizado (EPR) en la central nuclear de Olkiluoto a Finlàndia està acompanyada de diversos problemes. La construcció serà 2300 milions d'euros més cara de l'inicialment planejat i la finalització s'ha vist posposat 3 anys. S'han comptabilitzat més de 3000 errors de construcció.
Desviament de residus radioactius al canal de la Manxa
El centre de reprocesado de la Hague, mantingut per Areva, vessa a través d'una canonada de 4,5 km de longitud 400 metres cúbics de residus radioactius al dia al canal de la Manxa. Aquest procediment és legal, atès que només l'enfonsament de barrils amb escombraries atòmiques en el mar està prohibida, però no el vessi de forma directa. En un estudi francès de 1997 es va demostrar la relació entre aquests vessis i el ràtio de leucèmia en nens i joves de la regió. En comparació de la mitjana nacional, la quantitat de casos en un radi de 10 km de les instal·lacions en La Hague ha augmentat en un factor 3.
Crítiques al tipus de combustible MOX usat en el reactor 3 de la central de Fukushima
Arran de l'accident nuclear de Fukushima I el 16 de març de 2011, Yuli Andreev, responsable de descontaminar Txernòbil durant els anys 1986 a 1991, va assenyalar que el reactor 3 de la central de Fukushima I era el més perillós, ja que s'estava utilitzant combustible MOX —mescla d'urani i plutoni— que l'empresa Areva estava usant experimentalment en dues centrals nuclears japoneses.
Greenpeace ja l'any 2001 advertia la American Nuclear Regulatory Commission que l'ús del combustible MOX facilitat per Areva havia de deixar d'enviar-se a la central de Fukushima I, ja que els reactors convencionals no eren preparats per a aquest combustible. A més, des de 2002, l'empresa japonesa Tepco (Tòquio Electric Power Company) hauria falsificat els controls de qualitat. El MOX, que tenia major rendiment energètic, hauria demostrat la seva inestabilitat i per punt la dificultat del controlar-lo, perquè sofria dues diferents reaccions, la de l'urani i la del plutoni, en un mateix reactor.